# Энаргит

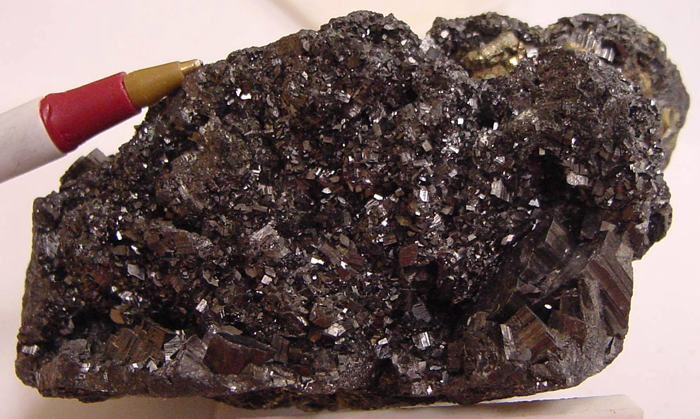
Образец кристаллов энаргита на пирите.

Энарги́т (др.-греч. εναργης — «явный», «очевидный») — минерал класса сложных сульфидов. Химический состав — Cu3AsS4. Встречается большей частью в сплошных массах. Твердость по минералогической шкале 3,5, удельный вес — 4,36—4,47. Цвет серо-стальной, железно-чёрный, с металлическим блеском.
Встречается вместе с кварцем, пиритом, другими сульфидами меди. В значительных количествах, как медная руда, найден в Аргентине, Перу и США.